# 코복스 스피치 싱
코복스 스피치 싱(Covox Speech Thing)은 디지털 사운드 출력을 위해 컴퓨터에 부착해서 사용하는 외장 오디오 장치이다. 레지스터 레더와 아날로그 신호 출력을 사용한 원시 단계의 8비트 DAC로 구성되었으며 PC의 프린터 포트에 연결되었다.

널리 쓰이는 종류

스피치 싱은 1987년 12월 18일 오리건주 유진의 코복스사에 의해 선보였으며 대략 70 USD 가격으로 판매되었으나 (1989년 기준 79.95 USD) 부품이 플러그 완성품보다 훨씬 더 저렴하고 디자인이 매우 단순했기에 사람들은 자신들만의 종류를 만들기 시작했다. 이 플러그는 사운드 카드가 여전히 매우 고가였던 1990년대 들어서까지 널리 사용되었다. 이 플러그는 데모씬에 매우 인기가 있었다.
설계상 문제점으로는 매우 정교한 저항기를 요구한다는 점이 있다. 일반 부품을 사용하는 경우 특히 조용한 소리의 경우 값이 요동치면서 왜곡이 발생한다. 그럼에도 불구하고 코복스 플러그의 음질이 PC 스피커보다 훨씬 더 뛰어나다. 오늘날에도 개인이 직접 만드는 코복스 플러그는 여전히 오래된 컴퓨터 사운드 기능을 제공하는, 비싸지 않은 방법으로 이용된다.

## 상용 제품
- 코복스 스피치 싱(Covox Speech Thing). 원래 음성 합성 및 인식 시스템의 일부로 광고된, 음성 합성 소프트웨어와 함께 번들링된 가장 단순한 하드웨어 DAC.[5]
- 디즈니 사운드 소스(Disney Sound Source). 1990년대 초 디즈니 소프트웨어가 마케팅한 코복스 아이디어 기반 DAC. 3개의 부품으로 구성되었다: 프린터 포트와 별도의 증폭기 / 스피커 상자에 연결되는 FIFO, DAC, PCB.[6]